# Мицуйо Какута
Мицуйо Какута (на японски: 角田 光代, Kakuta Mitsuyo) е съвременна японска писателка.

## Биография и творчество
Родена е на 8 март 1967 година в Йокохама, Япония.

## Творчество
- 対岸の彼女 Taigan no Kanojo (2004)
„Момичето от другия бряг“, издадена на български език от ИК „Слънце“ през 2016 г. Романът печели престижната награда „Наоки“, присъждана всяка година за най-популярна литературна творба от утвърден писател.[1]